# ダカール沖海戦
ダカール沖海戦（ダカールおきかいせん）は、第二次世界大戦中の1940年9月下旬、イギリス海軍を主力とする連合国軍と、フランス海軍（ヴィシー政権）との間で行われた戦闘。作戦名はメネス作戦、Operation Menace。ドゴール将軍が率いる自由フランス軍がイギリス艦隊の支援の下でフランス領西アフリカのダカール（現・セネガル）へ上陸しようとしたが、ヴィシー軍に拒否されて戦闘になる。
イギリス艦隊は艦砲射撃や空襲をおこなったが、戦艦レゾリューション (HMS Resolution) が潜水艦の雷撃で大破するなどして撃退された。

## 背景
1940年（昭和15年）5月、ドイツ国防軍 (Wehrmacht) の侵攻により連合国軍は西部戦線で大敗した。フランス陸軍のシャルル・ド・ゴール将軍はフランスからイギリスに脱出した。そして6月18日の呼びかけをおこなう。イギリスにおいて自由フランス（亡命政権）が樹立し、同時に自由フランス軍も発足する。
同18日（19日とも）、新鋭戦艦リシュリュー (cuirassé Richelieu) は未就役の状態でブレスト軍港を出発、アフリカ大陸のダカールに向けて脱出した。それから間もなくフランスは6月22日にドイツと独仏休戦協定を、6月24日にイタリア王国と休戦協定を締結し、事実上降伏した。フランスでは、フィリップ・ペタン元帥が率いる親独のヴィシー政権が発足する（ナチス・ドイツによるフランス占領）。同政権は軍事的には中立を宣言し、同政権に帰属することになったヴィシー軍のフランス海軍も、枢軸陣営および連合国の双方に協力しない立場となった。
この時点で、フランス艦隊の主力艦（ダンケルク級戦艦、プロヴァンス級戦艦、クールベ級戦艦）は健在であった。
フランスの脱落により、連合国軍（イギリス海軍、フランス海軍）とイタリア海軍が睨み合っていた地中海戦域は、新たな局面をむかえる（地中海攻防戦）。
イギリスはドイツがフランス艦隊を接収してドイツ海軍 (Kriegsmarine) が一挙に増強されることを憂慮した。
6月28日、自由フランス軍に合流するためフランス本土を脱出したエミール・ミュズリェ提督がジブラルタルに到着し、北大西洋部隊司令官（ジブラルタル駐留イギリス軍）のダドリー・ノース提督に出迎えられた。ミュズリェ提督はドゴール将軍の元に馳せ参じた最初のフランス海軍将官であり、自由フランス海軍 (Forces navales françaises libres、FNFL) を率いることになった。
直後の7月初旬、イギリス軍はカタパルト作戦を発動する。イギリス海軍の主力艦3隻（フッド、ヴァリアント、レゾリューション）と空母アーク・ロイヤル (HMS Ark Royal, 91) を基幹とするH部隊（指揮官ジェームズ・サマヴィル提督）が7月3日から6日にかけてアルジェリアのオラン港（メルス・エル・ケビール）に停泊していたフランス艦隊に艦砲射撃と空襲を加えて大打撃を与え、仏戦艦ストラスブールが辛うじてトゥーロンに逃げ込んだ （メルセルケビール海戦、レバー作戦）。
イギリス地中海艦隊の本拠地アレキサンドリア港では、フランス地中海艦隊が武装解除され、フランス戦艦ロレーヌ (cuirassé Lorraine) などが連合国に接収された。イギリス本国のポーツマスに避難していたフランス戦艦2隻（クルーベ、パリ）も、接収された。
仏領西アフリカのダカールでは、軽空母ハーミーズ (HMS Hermes, 95) と重巡2隻（オーストラリア、ドーセットシャー）が沖合で封鎖をおこなっていた。ハーミーズから発進したソードフィッシュ艦上攻撃機（第814飛行隊）が空襲を敢行し、ダカールに停泊中の新鋭戦艦リシュリュー (cuirassé Richelieu) の艦尾に魚雷1本が命中して推進軸に損害を与えた。だがハーミーズは味方の補助巡洋艦コルフ (HMS Corfu) と衝突し、修理を余儀なくされた。
一連のイギリスの攻撃により、フランスの反英感情が一挙に高まった。ヴィシー政権は、イギリスと国交を断絶する（ヴィシー・フランスの外交関係）。
一方、前述のようにイギリスに亡命していたド・ゴール将軍は自由フランス政府と自由フランス軍を結成し（交戦団体）、ペタン元帥が率いるフランス本国のヴィシー政権と対立していた。6月28日の発足時点における自由フランス軍の兵力は3,000人に過ぎなかったが、8月7日にイギリス＝自由フランス間で協定が結ばれ、増強がはじまる。最初に自由フランスに帰属することになったフランス海外領土（植民地）は、赤道アフリカのチャドやカメルーンなどであった。つづいてド・ゴール将軍はセネガルの首都ダカールに食指をのばす。
この頃、フランス国内の反英・親独に影響され、ドイツが仏領ダカールを潜水艦（Uボート）の基地として使用する動きがあった。これを警戒したイギリスは、ド・ゴール将軍のダカール攻略に協力することとした。作戦方針は、まずド・ゴール将軍がピエール・ボワソン提督（ダカール総督）を説得し、それが失敗した場合は武力でダカールを占領しようとするものだった。
ダカールでは、既述のように戦艦リシュリューが行動不能になっていたが、フランス軍の士気は高かった。同地にはリシュリューの他に軽巡プリモゲ (Primauguet) 、駆逐艦ル・アルディ、潜水艦数隻、スループ6隻などの戦力があった。

## 戦闘前の動き
上陸部隊（自由フランス軍歩兵2個大隊他）を乗せた輸送船6隻は自由フランス海軍のブーゲンヴィル級とエラン級スループ3隻（サヴォルニアン・ド・ブラザ、コマンダン・デュボック、コマンダン・ドミネ）に護衛されリヴァプールを出港し、9月13日にイギリス艦隊と合流した。ダカール沖に到着したカニンガム提督が率いる艦艇は本国艦隊やH部隊などから抽出されており、戦艦バーラム (HMS Barham) 、レゾリューション (HMS Resolution) 、空母アーク・ロイヤル (HMS Ark Royal, 91) 、重巡3隻（デヴォンシャ―、オーストラリア、カンバーランド）、護衛の駆逐艦部隊などであった。
一方で、チャド植民地が自由フランス側についたことからヴィシー政権は植民地の支配維持のため9月9日に軽巡洋艦グロワール (Croiseur Gloire) 、モンカルム (Croiseur Montcalm) 、ジョルジュ・レイグ (Croiseur Georges Leygues) 、駆逐艦3隻（ル・マラン、ル・ファンタスク、ローダシュー）をトゥーロンから出撃させた。この艦隊は9月11日に妨害を受けることなくジブラルタル海峡を通過し、9月12日にカサブランカに到着した。
このフランス艦隊はメナス作戦実行にとって障害となるため、イギリス側はフランス艦隊とダカール到着を阻止しようとした。だが、それは失敗しフランス艦隊は無事ダカールに到着した。
9月18日、3隻のフランス巡洋艦はダカールを出航しガボンへ向かったが、英連邦重巡2隻に発見され追跡された。機関の故障で遅れたグロワールが豪州海軍重巡オーストラリアに捕捉され、カサブランカに送られた。残り2隻はダカールへ引き返した。

## 参加戦力

### 連合国軍
- 戦艦
  - バーラム、レゾリューション
- 航空母艦
  - アーク・ロイヤル
- 重巡洋艦
  - オーストラリア（豪）、カンバーランド、デヴォンシャー
- 軽巡洋艦
  - ダナイー（英語版）、デリー（英語版）
- 駆逐艦
  - エコー、エクリプス（英語版）、エスカペード（英語版）、フォークナー、フォアサイト、フォレスター（英語版）、フォーチュン、フューリー（英語版）、グリフィン、グレイハウンド、イングルフィールド（英語版）
- スループ
  - ブリッジウォーター（英語版）、ミルフォード（英語版）
- 通報艦
  - コマンダン・ドミネー（英語版）、コマンダン・デュボック（フランス語版）、サヴォルニアン・ド・ブラザ（英語版）
- 哨戒艇
  - プレジダン・フーデュース
- 貨物船：5隻
  - 自由フランス：4隻、イギリス：1隻
- 輸送船：6隻
  - オランダ：（ペンランド（英語版）、ウエスタンランド（英語版））、ポーランド：（ソビエスキ（英語版））、他3隻
- 第101王立海兵旅団（英語版）

### ヴィシー・フランス軍
- 戦艦
  - リシュリュー
- 軽巡洋艦
  - ジョルジュ・レイグ、モンカルム
- 大型駆逐艦
  - ローダシュー、ル・ファンタスク、ル・マラン
- 駆逐艦
  - ル・アルディ（英語版）
- 通報艦
  - カレー（フランス語版）、コマンダン・リヴィエール（フランス語版）、ダントルカストー（英語版）、ディベルヴィル（英語版）、ガゼル、ラ・シュプリーズ
- 潜水艦
  - アジャクス（英語版）、ペルセ（英語版）、ベヴェジール（英語版）
- 仮装巡洋艦（武装商船)
  - エル・ジェゼール、エル・カンタラ、エル・マンスール、ヴィル・ド・オラン（フランス語版）、ヴィクトル・シュルシェール
- 輸送船
  - ポルトス、タコマ、サリー・マースク（デンマーク船）

## 戦闘経過

### 9月23日
ダカール沖に到着したイギリス艦隊はヴィシー・フランス軍に降伏を勧告し、拒否すればダカールに上陸作戦を行うと通告した。空母アーク・ロイヤルの艦上機から投降勧告のビラをまくなど、攻撃を控えた。
続いて自由フランスのスループ3隻が港に近づき、軍使がボアソン中将に降伏を勧告した。ダカール側は降伏を拒否した。
ダカールの防御拠点にはダントン級戦艦から陸揚げされた24センチ50口径砲が据えつけられており、これらの沿岸砲がイギリス艦隊に反撃した。
10時51分マニュエル砲台が砲撃を開始。イギリス艦隊も反撃して戦闘が始まった。ダカール陣営の潜水艦はメルセルケビール海戦の復讐に燃えており、修理を切り上げて出撃する。まずフランス潜水艦ペルセが英巡洋艦に雷撃を試みたが、浅瀬のためすぐに発見されて対潜哨戒機と駆逐艦に撃沈された。ダカール陣営の通報艦が救援に向かおうとしたが、砲撃されて引き返した。イギリス側は重巡カンバーランド (HMS Cumberland, 57) 、駆逐艦イングルフィールド (HMS Inglefield, D02) 、フォアサイト (HMS Foresight, H68) が命中弾を受け中破した。この日、自由フランス軍はダカールに上陸できなかった。また、ダカール陣営もフランス駆逐艦ローダシュー (L'Audacieux) が連合軍船団攻撃を試みたが、英連邦重巡洋艦オーストラリアと駆逐艦フューリー (HMS Fury, H76) 、グレイハウンド (HMS Greyhound, H05) から捕捉攻撃され大破擱座した。

### 9月24日
ダカールの工廠で突貫修理を終わらせたフランス潜水艦ベヴェジールが出撃した。早朝、アーク・ロイヤルの艦上機が仏戦艦リシュリューを爆撃したが、対空砲火に阻まれて至近弾のみで命中弾はなく3機を対空砲火で失っただけであった。イギリス戦艦2隻がフランス戦艦リシュリューやマニュエル砲台への砲撃を開始し、フランス軍も応戦。10時10分、フランスの駆逐艦ル・アルディが煙幕を張ったため、イギリス艦隊は一時後退した。この頃、フランス潜水艦アジャクスは対潜哨戒機の爆雷を浴びながら英艦隊へ接近しようとしたが、イギリス駆逐艦フォーチュン (HMS Fortune, H70) の爆雷攻撃で沈没した。潜水艦の乗組員はフォーチュンに救助された。午後交戦が再開されたが、この日も自由フランス軍は上陸はできなかった。また蓄電池が切れたベヴェジールも英艦隊への攻撃を諦めてダカールに戻った。ランスロット大尉（ベヴェジール艦長）とマルザン大佐（リシュリュー艦長）は英艦隊の航路を検討し、その予想ルート上で待ち伏せすることにした。

### 9月25日
ベヴェジールは英艦隊の予想針路上で待ち伏せするため、ダカールを出撃した。ボアソン中将が街頭を疾駆しダカール防衛を呼びかける一方、アーク・ロイヤルの艦載機が攻撃を行い、続いて8時30分にイギリス戦艦が砲撃を開始した。英艦隊は、フランス軍沿岸砲台やリシュリューとの砲撃戦をおこなっており、フランス潜水艦を発見できなかった。ベヴェジールが魚雷4本を発射し、英戦艦レゾリューションの左舷艦橋直下に魚雷1本が命中する。R級戦艦は辛うじて沈没を免れ、フリータウンに引き揚げていった。
戦闘が長引いたため、イギリス内閣はヴィシー・フランスとの全面戦争に発展しないように上陸作戦の中止を命じた。これにより結局上陸はなされず、ダカール攻略戦は連合国軍の撤退という形で終了した。

## その後
ド・ゴール（自由フランス）、イギリスの戦略目標はいずれも達成されず、かえってヴィシー政権のイギリス不信を強めることになった。
9月27日には日独伊三国同盟が締結され、枢軸陣営が成立したが、ヴィシー・フランス（フランス海軍、アフリカのフランス植民地軍）は中立を維持した。
その2年後、連合国軍による北アフリカ上陸作戦（トーチ作戦）が始まる。トーチ作戦発動時、アメリカ軍はヴィシー政権に配慮してド・ゴール将軍の自由フランス軍を参加させなかったが、北アフリカのヴィシー・フランス軍は海軍総司令官ダルラン提督の指示で、軽微な抵抗を見せたのみで連合国軍と講和した。以後、リシュリュー以下のダカール在泊艦艇は自由フランス海軍に合流した。

### 注
1. ↑  ダカール駐留海軍司令官[2]。
2. ↑  フランス小数艦隊司令官[2]。
3. ↑  “威嚇”という意味[6]。
4. ↑  ダ市街砲撃[9]【ビーシー二十四日同盟】フランス政府筋の情報によれば英軍はダカール占領の目的を以てダカール西北方のリユフイスク、その他沿岸に數回に亘る敵前上陸を企圖した、なほ電報によればダカール沖のイギリス軍艦は二十三日深更から二十四日朝にかけ八時間に亘り濃霧を冒してダカール市街を砲撃したと云はれる／　英艦の砲撃【ヴイシー二十三日同盟】フランス政府は英艦隊が二十三日午後二時十五分（地方時間）突如佛領西アフリカの要港ダカールに對し砲撃を開始した旨公表した、尚ほダカール港内には過般フランスから同地に急行した佛巡洋艦三隻、驅逐艦三隻が停泊中である／　攻撃繼續【ビシー二十三日同盟】佛政府筋の齎すところによると、英艦のダカール港攻撃は二十三日夜八時に至るもなほ猛烈に繼續されその勢力は戰闘艦二隻、巡洋艦四隻及び驅逐艦多數から成る極めて強力なもので四隻の軍隊輸送船を伴つてをり英側は軍隊を上陸せしめダカール港の占領を目的としてゐると云はれる（記事おわり）
5. ↑  アメリカ合衆国やソビエト連邦など世界各国はヴィシー政府を正統なフランスと承認し、イギリスだけが拒絶していた[14]。
6. ↑  姉妹艦ジャン・バールは未完成状態でサン＝ナゼールを脱出、カサブランカに移動した[17]。
7. ↑  第一一、敗戰フランスの海軍力[21]　戰前のフランスは主力艦七隻トン數にして一六三,九四五トンを保有してゐた。／　内譯はクールベ（英語版）、パリ（英語版）、プロヴアンス、ブルターニユ、ロレーヌの二二,一八九トン型五隻及びダンケルク、ストラスブールの二六,五〇〇トン型二隻である。その外に建造中のものに三五,〇〇〇トン型のリシユリユー以下ジャンバール、クレマンソー、ガスコーグの四隻があつた。甲級巡洋艦は七隻、トン數總計七〇,〇〇〇トン、乙級巡洋艦は既成のもの十一隻九,七二九トン、建造中のもの三隻二四,〇〇〇トンを有してゐた。
　その他に航空母艦一隻、水上機母艦一隻、建造中の航空母艦二隻を有してゐた外、これ等の軍艦に相應した驅逐艦、潜水艦等の艦艇を有してゐた事は勿論である。要するに英、米、日に次ぐ世界第四位の海軍力を有してゐたのである。
　イタリー海軍力はフランスと大體伯仲してゐたと見ていい。イギリスの地中海艦隊の勢力はイタリー海軍に匹敵するものであつたから地中海に於ては英、佛、伊の三艦隊が均等の勢力を以て鼎立してゐたのであつた。この均等の勢力があつたからこそ、イギリスは地中海のイタリー艦隊を牽制して地中海の制海權を把握し續けたのである。イタリーのエチオピア作戰當時（英語版）、その空軍がイギリス地中海艦隊の頭上を亂舞して、若しイギリスがイタリーの行動に差出がましい態度を執れば、容赦はせぬぞといふ示威を試みたので、遂にイギリス艦隊も恐れをなして逃避し、積極的にエチオピアの作戰の妨碍をなし得なかつたのは、未だ記憶に新らしい事實である。ローマ帝國の再現を夢みてゐる若きファツシヨイタリー参戰後（英語版）も地中海からイギリス艦隊を追出さねば驥足を伸す事が出來ぬ。そこでイタリーは度々イギリス艦隊に向つて戰を挑んだのであるが、容易にイギリスの牙城を抜き得ず、依然として地中海の制海權はイギリスの手中に存してゐる實状である。
　マジノ線の突破によつてフランスが降伏した當時、フランス艦隊はイギリス艦隊と共同の行動をとり、殆ど無疵に近くまだまだ實力を保有してゐた。
　一國が敗戰の苦敗を嘗めさせられたと國情が騒然として収拾し得なくなるのは、歴史が物語つてゐるところであるが、フランスとてもこの鐵則からのがれることは出來ず、飽迄抗戰を叫ぶ政府が倒れて、新に親獨和平の政府が出來ても、平時と違つて新政府の威令は國内の隅々まで徹底するのは難中の難事であつた。
　殊に完全な實力を持ち、抗戰の意氣に燃えてゐる海軍を納得せしむることは更に困難があつた。こゝにフランス艦隊がどこへ行くかという問題が起きたのは當然である。
8. ↑  ジブラルタルはイギリス海軍のH部隊の根拠地であった。
9. ↑  第一三、佛艦隊英の手中に落つ[24] 獨佛停戰協定成立の直後七月三日午前主力艦三隻、航空母艦一隻、驅逐艦三隻其他よりなるイギリス艦隊は北阿アルゼリア領のオラン港に停泊中のダンケルク、ストラスブール兩主力艦以下のフランス艦隊に對して降伏又は自沈を勸告した。回答の期間は六時間であつたが、之に先立ちイギリス側は港口に磁氣機雷を敷設し、逃亡を阻止して置いた。拒絶の回答に接したイギリス艦隊は午後五時四十分直ちに砲撃を開始した。チャーチル英首相は四日の下院で「ドイツの手に渡ることを阻止する強硬手段である」と言明してゐる。ドイツ側の宣傳では回答期限を待たずに發砲したと報じその非を難詰してゐる。
　フランス艦隊は港内の足場の惡いところに碇泊してゐた上、イギリスの砲戰開始當時は汽罐の火を落してゐたので、應戰の遑のない中に大打撃を蒙つてしまつたのである。闇打的攻撃の犠牲となつたものは主力艦三隻、航空母艦一隻、驅逐艦二隻、その他數隻である。
　ヴイシー政府はイギリスの不法行爲を知るや否やアレキサンドリア軍港にあつて英艦との共同作戰に從事中だつた主力艦一隻、巡洋艦四隻、八吋砲装備艦三隻外小艦艇數隻に對し「即時アレキサンドリアを脱出して公海に出でよ、場合によつては砲撃しても差支なし」との命令を發したが、優力なイギリス艦隊に立向ふを得ず、拿捕のうへ武装を解除されてしまつた。ダカール港には就役後間もない新鋭の主力艦リシュリュー號が碇泊してゐたが、七月八日英艦並に飛行機の魚雷攻撃を受け大破し艦尾を沈下してしまつた。カサブランカ港でも未完成の主力艦二隻が捕拿された。その他本國にあつて接収されたものは主力艦二隻、輕巡洋艦二隻、潜水艦、驅逐艦等多數に上つた。
　右のやうにフランスの主力艦は八隻の中或は撃沈され、或は武装解除され、或は接収されて滿足に殘つてゐるのは僅かにストラスブール一隻といふ惨めな有様である。
　今までの同盟國からかういふ惨酷な仕打を受けてはフランスとても黙してはゐられない。對英宣戰布告の説さへ出た程であつたが完全にフランスがイギリスを敵に廻し、ドイツと共にヨーロッパの新秩序を建設するに決したのはドイツ外交の成果が現れた極く最近の事である。今後フランスはアフリカ西岸の諸基地を提供し、殘つた海軍力もドイツと協力する事にならうが、早く手を打つてフランス艦隊を潰滅せしめたチャーチル首相は海上の勝利を得たが、フランスを完全にドイツに委ねた點に於て必ずしも上乗の策とは云へまい。さるにてもドイツにとつてフランス艦隊の喪失は惜みても餘りある事に相違ない。
10. ↑  同時にハーミーズの艦載艇によるコマンド作戦も実施した[28]。
11. ↑  ドゴール將軍がダカール遠征[9]【ロンドン二十三日同盟】ロンドンに在るフランス反獨政權主席ドゴール將軍は英軍援助の下に西アフリカの佛領植民地ダカール攻撃を開始したが、英情報省は二十三日右事實を確認し左の如く發表した　ドゴール將軍は英軍の援助を得て二十三日早朝ダカールに到着した、其の際佛軍の抵抗に會つた模様であるが事実は未だ明瞭でない。ドゴール將軍の遠征はドイツがダカールを其の支配下に収めんと試みつゝあるとの報道が傳はつた爲め行はれたものである（記事おわり）
12. ↑  仏海軍は通報艦と呼称する。
13. ↑  ダカール事件　佛政府態度闡明[9]【ヴイシー二十三日同盟】英艦のダカール攻撃事件に關しボードアン外相は英國に對するペタン政府の態度を左の通り闡明した　今回のダカール事件は去る七月三日の英艦に依るオラン港砲撃事件よりも遙かに重大なもので英國今回の行動は單に佛艦艇の獨伊側に接収阻止を目的とするが如き簡單なる問題ではなく佛領アフリカ植民地の接収を狙つてゐるものである、我がフランスは傷ついたりと雖も未だ自己防衛の力を備へて居り斯かる武力攻撃には武力を以て答へるであらう然し乍ら我が政府はダカール事件が英佛間の戰爭に迄發展するとは思惟せず、英國に對して宣戰を布告するが如き事態には至らぬであらう　尚ほ當地消息通は今回の衝突の動因は豫てアフリカ植民地を其の勢力下に収めんと畫策しつつあつたドコール將軍が佛領西アフリカ植民地總督ピエール・ボアツソンにドコール政權への歸属を命じたに對し同總督がこれを拒否した爲めドゴール將軍は英艦に便乘しダカール港砲撃を命じたものであると語つてゐる（記事おわり）

## 関連文献
- Arthur Jacob Marder, Operation Menace: the Dakar expedition and the Dudley North affair , Oxford University Press, 1976